# Moctar Ouane
Moctar Ouane (Bidi, 11 de outubro de 1955) é um diplomata e político do Mali servindo como primeiro-ministro interino desde 27 de setembro de 2020, após a deposição do governo do presidente Ibrahim Boubacar Keïta. Ele também serviu anteriormente no governo de Mali como Ministro das Relações Exteriores de maio de 2004 a abril de 2011.

## Biografia
Ouane foi assessor técnico do Secretário-Geral do Governo de 1982 a 1986, chefe da Divisão de Acordos e Convenções Internacionais do Ministério das Relações Exteriores em 1986, assessor diplomático do primeiro-ministro de 1986 a 1988, chefe de gabinete do Secretário-Geral da Presidência de 1988 a 1990, conselheiro diplomático do Presidente Moussa Traoré de 1990 a 1991 e do chefe de estado transitório Amadou Toumani Touré de 1991 a 1992, e depois conselheiro diplomático do primeiro-ministro em 1992. Foi assessor político do Ministro das Relações Exteriores de 1994 a 1995 antes de se tornar Representante Permanente do Mali nas Nações Unidas em 27 de setembro de 1995; ele serviu nesse cargo até 27 de setembro de 2002. Durante esse tempo, ele serviu como presidente do Conselho de Segurança das Nações Unidas em setembro de 2000 e dezembro de 2001. Foi Embaixador Diretor de Cooperação Internacional de 2003 a 2004 antes de ser nomeado Ministro das Relações Exteriores em 2 de maio de 2004.
Depois de deixar o cargo de ministro das relações exteriores em 2011, Ouane tornou-se conselheiro diplomático da União Económica e Monetária da África Ocidental em janeiro de 2014. Ele se tornou conselheiro de paz e segurança da instituição em 2016.
Ele foi nomeado primeiro-ministro interino pelo presidente interino Bah Ndaw em 27 de setembro de 2020.
Encontra-se detido após o golpe de estado de maio de 2021.